# Bohumil Štěrba
Bohumil Štěrba (11. února 1854 Karlín – 18. prosince 1910 tamtéž) byl český architekt.

## Život
Bohumil Štěrba vystudoval stavitelství na pražské technice. Po studiu získával praxi u stavitele Josefa Blechy a poté se jako samostatný architekt usadil v pražském Karlíně, kde také pracoval v obecním zastupitelstvu.

## Dílo
- nárožní dům v Karlíně na křížovatce Thámovy a Sokolovské č.p. 38/X – 1880[4]
- Štěrbův letohrádek – Praha, V Podhoří 14 – projekt novorenesanční vily zpracoval roku 1890 Bohumil Štěrba jako obytný dům pro svoji rodinu[5]
- měšťanská chlapecká škola v Karlíně – 1894–95[4]
- Vila Tomanka – Praha, V Podhoří 10 – v roce 1896 navrhl Štěrba přestavbu starší vily pro svého souseda, historika Huga Tomana[5]
- urbanistický plán tzv. nového Karlína – 1901[6][7]
- obnova kostela sv. Mikuláše v Potvorově – 1902[8]
- nájemní domy na Lyčkově náměstí v Praze – 1902-03[4]
- Kostel sv. Petra a Pavla v Semilech – 1908–10[9]
- oprava Santiniho kaple v Panenských Břežanech – 1911[4]
- Kostel sv. Václava v Pečkách – 1912